# Amílcar Vargas
Amílcar Vargas Gavilano (Lima, 5 de abril de 1920-?) fue un militar y político peruano, que fue ministro de Economía y Finanzas durante el gobierno militar de Juan Velasco Alvarado, de julio de 1974 a agosto de 1975, siendo el último de dicho régimen.

## Biografía
Nació en Lima, siendo sus padres Álvaro Vargas y Zoila Gavilano. Cursó sus estudios escolares en el Colegio Seminario Santo Toribio y en el Colegio Nacional Nuestra Señora de Guadalupe.
Ingresó a la Escuela Militar de Chorrillos, de donde egresó en 1942 como alférez de artillería, formando parte de la promoción “Zarumilla”, de la que también formaban parte José Graham Hurtado, Aníbal Meza Cuadra y Javier Tantaleán Vanini. Empezó prestando servicios en los grupos de artillería acantonados en Arequipa.
En 1966, por Resolución Legislativa N.º 15888, fue ascendido al rango de coronel de artillería. Y por Decreto Ley N.º 19083 de 16 de diciembre de 1971, ya bajo el gobierno militar de Juan Velasco Alvarado, fue ascendido al grado de general de brigada. Es considerado uno de los hombres fuertes del gobierno velasquista, junto a Leonidas Rodríguez Figueroa y Enrique Gallegos Venero.

### Ministro de Estado
El 18 de julio de 1974, fue nombrado ministro de Economía y Finanzas, en reemplazo de Luis Barúa Castañeda. Fue el último ministro de dicha cartera del gobierno de Velasco, hasta el golpe de Estado de agosto de 1975, perpetrado por el general Francisco Morales Bermúdez.
Asumió la función ministerial cuando ya era evidente la crisis económica, manifestada con el déficit fiscal, la devaluación monetaria, la subida de la inflación, el aumento del coste de vida y el endeudamiento externo. Este último, que en 1968 era de 700 millones de dólares, en 1974 llega a los tres mil millones. Las reservas del Banco Central, que para marzo de 1975 llegaban a 700 millones de dólares, para fines de ese mismo año serían inexistentes (o reservas en negativo).
Como jefe de una delegación diplomática, Amílcar Vargas presentó una exposición sobre la situación económica del país y la política llevada al respecto por el gobierno, ante la asambleas anuales del Banco Mundial y del Fondo Monetario Internacional, realizadas en Washington D. C., de 28 de septiembre a 2 de octubre de 1974.

## Publicaciones
- Capital y empresa (Lima, 1974).[10]
- Evaluación económica 1973-1974 y perspectivas para 1975-1976 (Lima, 1975).[11]
- La revolución de Velasco en cifras (Lima, 1989), donde analiza las reformas económicas y sociales implementadas durante el gobierno revolucionario de Velasco, enfocándose en los resultados y las políticas desarrolladas bajo ese periodo, así como las interacciones con entidades internacionales como el Banco Mundial.[12]